# Хуан Мануель Кано
Хуан Мануель Кано Церес (ісп. Juan Manuel Cano Ceres; 12 грудня 1987) — аргентинський легкоатлет, що спеціалізується зі спортивної ходьби і бігу на довгі дистанції. Переможець і призер континентальних спортивних змагань, олімпієць.

## Виступи на Олімпіадах
| Олімпіада           | Дисципліна      | Місце |
| ------------------- | --------------- | ----- |
| Пекін 2008          | ходьба на 20 км | 40    |
| Лондон 2012         | ходьба на 20 км | 22    |
| Ріо-де-Жанейро 2016 | ходьба на 20 км | 51    |